# Mount Meharry
Mount Meharry ist mit 1251 m der höchste Berg im australischen Bundesstaat Western Australia.
Er liegt in der Region Pilbara in der Hamersley Range, etwa 135 Kilometer von Wittenoom und 160 Kilometer von Tom Price entfernt. Er liegt nördlich knapp außerhalb des Karijini-Nationalparks.